# ナイジェリア

ナイジェリア連邦共和国
Federal Republic of Nigeria

国の標語：Unity and Faith, Peace and Progress
 （英語: 統一と信頼、平和と前進）
国歌：ナイジェリア、我ら汝を讃えん
Nigeria, We Hail Thee
（英語）

ナイジェリア連邦共和国（ナイジェリアれんぽうきょうわこく、英語: Federal Republic of Nigeria）、通称ナイジェリアは、アフリカ大陸西南部に位置する連邦制共和国。首都はアブジャ。1991年まではラゴスが首都だったが、一極集中などの理由により首都を移転した。西にベナン、北をニジェール、北東がチャド、東はカメルーンとそれぞれ国境を接し、南はギニア湾に面し大西洋に通ずる。

## 概要
ナイジェリアは西アフリカに存在する国家である。人口は2022年現在で2億1,140万人で世界第7位であり、アフリカ州最大の規模でもある。さらに民主的な世俗国家であることが憲法上で規定されている。イギリス連邦加盟国の1国でもある。行政区分は、36の州および首都アブジャ市を擁する連邦首都地区からなる。
ナイジェリアの地には過去数千年間に多数の王国や部族国家が存在してきた。現在のナイジェリア連邦共和国の源流は、19世紀以来の英国による植民地支配と、1914年の南部ナイジェリア保護領と北部ナイジェリア保護領の合併にもとめられる。英国は行政システムと法制度を設置した上で伝統的な首長制を通じた間接統治を行った。ナイジェリアは1960年に正式に独立し、1967年から1970年にかけて内戦に陥った。以来、選挙に基づく民主政権と軍事独裁政権が交互に続いたが、1999年に安定した民主政権が成立し、2011年の大統領選挙は同国では初めて比較的自由かつ公平に行われた選挙であるとされる。
若年人口は世界でも非常に多い。同国は多民族国家とみなされており、500を超えるエスニック・グループを擁する。そのうち3大エスニック・グループがハウサ人、イボ人、ヨルバ人である。同国のエスニック・グループが用いる言語は500を超え、文化の違いも多岐にわたり、それにより互いに区別される。ナイジェリア連邦共和国の公用語は英語である。宗教はおおまかに南部のキリスト教と北部のイスラム教に二分される。少数はナイジェリア土着の宗教を信奉しており、たとえばイボ人やヨルバ人の伝統宗教などがこれにあたる。
ナイジェリアは人口と経済規模から「アフリカの巨人」と称されることが多い。2015年時点でナイジェリアの経済規模は世界第20位であり、名目GDPは5,000億ドル、購買力平価は1兆ドルをそれぞれ上回る。2014年には南アフリカを抜きアフリカ最大の経済大国となった。また、GDPに対する国債の割合は2013年で11パーセントに過ぎず、2012年にくらべても8ポイント低い。
ナイジェリアは世界銀行からエマージング・マーケットとみなされているほか、アフリカ大陸における地域大国、国際政治におけるミドルパワー、世界規模でのエマージング・パワーともみなされている。ナイジェリアは、広く第2のBRICSと目されるMINTの1か国であり、世界最大クラスの経済大国になると考えられているNEXT11にも含まれる。ナイジェリアは英連邦創設当初からの加盟国であるほか、アフリカ連合、OPEC、国際連合といった国際機関のメンバーでもある。
2014年に西アフリカでエボラ出血熱が流行した際には、この伝染病はナイジェリア以外の3つの国では猛威を振るったが、ナイジェリアでは各国に先駆けて効果的に封じ込めと除去が行われた。また同国独自の保菌容疑者の追跡法は有効性を買われ、のちに各国で用いられることになった。たとえばアメリカでエボラ出血熱の感染が確認された際にもこの方法が採用されている。

## 国名
同国の正式名称は英語のFederal Republic of Nigeriaで、通称はNigeria [naɪˈdʒɪərɪə; naɪˈdʒiːərɪə]である。日本語での表記はナイジェリア連邦共和国であり、通称はナイジェリアである。
ナイジェリア（Nigeria）という名は同国を流れるニジェール川（Niger River）から採られている。ナイジェリアという名前は19世紀後半に英国のジャーナリストであるフローラ・ショーによって使い始められたともいわれるが、真偽は定かではない。Nigerという言葉は、もとはニジェール川の中流域のみを指したが、語源は不詳である。おそらく、19世紀に欧州植民地主義が入り込む以前にトンブクトゥ周辺のニジェール川中流域に沿って暮らしていた遊牧民のトゥアレグ人がこの川を指して呼んだegerew n-igerewenの変化したものらしい。また、民間語源としてラテン語のniger （黒）に結びつけられることがままあるが、これは正しくない。ただし、綴りには影響を与えている可能性がある。
また、ニジェール川の名前の由来は、トゥアレグ人がこの川を指して呼んだ、「川」を意味する「ニエジーレン（n'egiren）」ないし「エジーレン（egiren）」という言葉であるという説もある。この名がフランス人に伝わり、「黒」を意味するラテン語のnigerとの連想からNigerないしNigeriaが生じたという。
なお、ニジェール（Niger）とナイジェリア（Nigeria）は本来同じ地域を指すが、宗主国を異にする両地域が別々に独立したため、現在のように別の国を指すことになった。

## 歴史

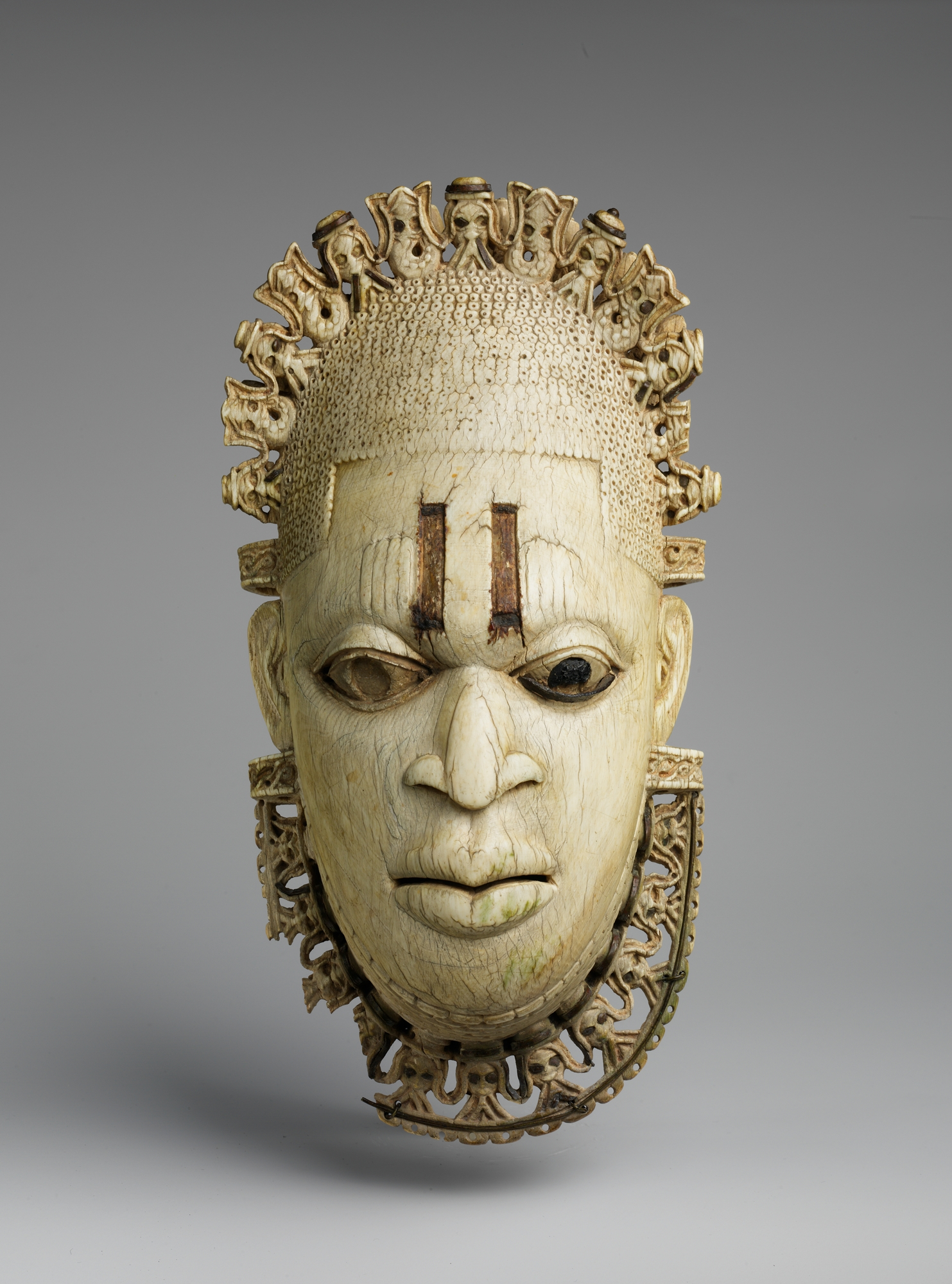
16世紀のベニン王国の象牙のマスク

紀元前5世紀から2世紀にかけて、国土の中央部のジョス高原において土偶で知られる初期鉄器文化であるノク文化が繁栄した。
9世紀ごろ、国土の南東部、ニジェール川の三角州の付け根付近にあたるイボ＝ウクゥにおいて青銅器製品を多量に伴う王墓が造られた（en:Archaeology of Igbo-Ukwu、イボ文化）。この地方では、イボ族その他イビビオ族のように指導者のない集団による人口の多い村々のネットワークが、アフリカ固有の平等主義と民主主義の概念によって管理されていた。10世紀 - 15世紀ごろ、国土の南西部には、青銅製などの優れた彫刻で知られるイフェ王国と、ソープストーンの塑像で知られるヨルバ人の文化がエシエで栄えた。これらの大胆なフォルムの彫刻はのちに19世紀ヨーロッパに紹介され、20世紀美術に多大な影響を与えた。14世紀から18世紀にわたって南部にベニン王国が繁栄した。彼らは15世紀末に来航したポルトガル人から銃を取り入れ軍事力と王権を強化した。
密林によって外部の文化から阻まれた南部と異なり、北部ではキャラバン交易（サハラ交易）を通じ北アフリカから物資や文化の伝播があり、イスラム教を受容した。チャド湖周辺には12世紀から13世紀ごろアフリカのキャラバン交易路の利益と軍事力でカネム・ボルヌ帝国が全盛を迎えた。この王家は19世紀まで続いた。また同じくチャド湖の西方にハウサ諸王国・都市国家群が繁栄し、なかでも19世紀にはフラニ族のイスラム神学者ウスマン・ダン・フォディオが都市国家ゴビールで改革運動を開始したが、国から追い出されると遊牧生活のフラニ族たちと協力してジハードを起こし（フラニ戦争, 1804年 – 1808年）、ソコトの街を首都に、北部一帯にソコト帝国（ソコト・カリフ国、フラニ帝国）を建国した。

### 植民地時代

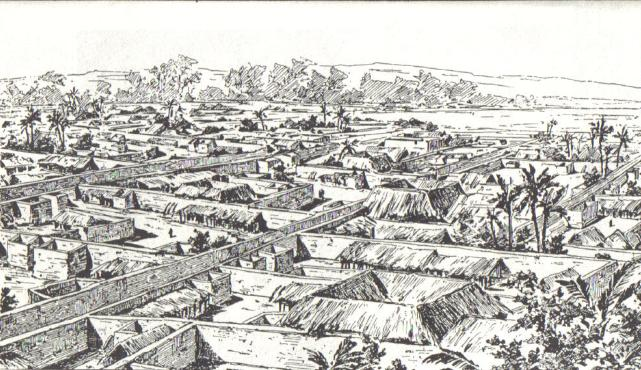
1897年のベニンシティ

ナイジェリアの植民地化は、1472年にポルトガル人がラゴスを建設し、奴隷貿易の拠点としたときから始まった。17世紀から19世紀を通じて、ポルトガル人、イギリス人を主体とするヨーロッパの貿易商人たちが、南北アメリカ大陸へ送る奴隷の増加に伴い海岸に多くの港を建設し、彼らはナイジェリアの海岸部を「奴隷海岸」と呼んだ。19世紀にはイギリス軍が奴隷売買を禁止し、商品貿易に取ってかわられた。1884年にはオイルリバーズ保護領（英語: Oil Rivers Protectorate）が成立した。1886年にイギリス政府はジョージ・トーブマン・ゴールディ卿らによる貿易会社を「王立ニジェール会社」とし諸特権を与え、ナイジェリア一帯の支配を開始した。19世紀末にベニン王国は周囲のフラニ人のソコト帝国、ヨルバ人のオヨ王国もろともイギリスに滅ぼされ、ナイジェリアは植民地化された（ニジェール海岸保護領）。en:Anglo-Aro War（1901年 - 1902年）。1903年にはソコト帝国も滅亡し、イギリスとフランスに分割された。1901年、王立ニジェール会社は北部ナイジェリア保護領と南部ナイジェリア保護領の2つの保護領に再編成され、1914年に英領ナイジェリア植民地（1914年 - 1954年）に統合された。

### 自治領
留学生たちを中心に第二次世界大戦前から独立への動きはあったが、第二次大戦後ナショナリズムが高まり、自治領（1954年 - 1960年）となった。1956年、シェルはオゴニ（ポートハーコートを中心とするニジェール・デルタにある）で原油採掘を開始した。

### 独立・第一共和政
1960年、第一次大戦後旧ドイツ帝国植民地でイギリスの信託統治領となっていた西カメルーンの北部を編入して、それぞれが広範な自治権を有する北部州・西部州・東部州の3地域の連邦制国家として完全独立を果たす。独立時は、イギリス女王を国家元首として頂く英連邦王国であったが、1963年に連邦共和国憲法を制定し、大統領制に移行した。それと同時に、西部州から中西部州を分割し、全4地域になる。しかし、議会では3地域の代表が激しく対立しあい、人口の多い北部優位は動かず、それが東部との対立を深め、内政は混迷を深めていった。

### 第一次軍政

ビアフラ共和国の領域。ビアフラ戦争では100万人以上の死傷者が出た

この混乱の結果、1966年1月15日、イボ族のジョンソン・アグイイ＝イロンシ将軍によるクーデターが勃発し、イロンシが大統領に就任した。1966年7月28日、イロンシ大統領が暗殺され、ヤクブ・ゴウォン軍事政権が樹立された。ゴウォン政権は連邦政府への中央集権化を図るため、地方を12州に再編したが、これに反発した東部州は、1967年、東部州の有力民族であるイボ族を中心にビアフラ共和国の独立を宣言した。これによって内戦（ビアフラ戦争）になるが、1970年、イボ族の敗北で終結した。
1975年、軍の民政移行派（オルシェグン・オバサンジョ、ムルタラ・ムハンマド将軍らを含む）によるクーデターが成功し、ムハンマドが大統領に就任した。1976年にムハンマド大統領は暗殺され、1977年、オバサンジョは最高軍事評議会議長に就任、新憲法を制定した。

### 第二共和政
1979年、大統領選挙でシェフ・シャガリが当選し、文民大統領が誕生した。しかし、多くの国民は民政化後かえって汚職や経済が悪化したと感じた。

### 第二次軍政
1983年の次回選挙でオバフェミ・アウォロウォが勝ったにもかかわらず、ムハンマド・ブハリ将軍ら軍政派によるクーデターで再び軍政に戻る。彼は経済再生を約束したが、強圧的な体制を敷いたため、経済はかえって悪化した。1985年に再度クーデターが起き、イブラヒム・ババンギダ将軍が実権を掌握。彼は最初人権を重視すると約束したが、次第に圧制に移行した。また、為替自由化などの経済改革はナイジェリアの通貨暴落を招き、何度もクーデター未遂を引き起こした。

### 第三共和政
1990年の新憲法で1992年の大統領選挙が約束され、疑問視されつつも実現したが、ババンギダは不正があったと主張し、やり直させた。1993年6月の再選挙で実業家モシュード・アビオラが勝利し、ババンギダはまたも不正を主張したが8月に引退し、文民出身の側近アーネスト・ショネカンにいったん政権を任せた。

### 第三次軍政
その3か月後の1993年11月、1980年代の2回のクーデターにも関わったとみられるサニ・アバチャ将軍が実権を掌握した。サニ・アバチャは1998年の民政移管を約束したが、その一方で政党や集会・出版を弾圧し、多くの政治家や民主運動家や政敵を牢獄に送り、ナイジェリアに圧政を敷き、新憲法制定を延ばし続けた。彼はアフリカ随一の地域大国らしく振る舞うべく、リベリアの長い内戦を終わらせ民政移管するプロセスに参加し、軍によるクーデターが起こった際はただちにリベリアに軍を派遣し、文民政権を守った。これによって、アバチャにナイジェリアの民政移管を期待した者もいたが、1998年やっと約束どおり告示された大統領選挙では、候補者はアバチャ1人だけであった。しかし、選挙直前の6月8日にアバチャが心臓麻痺で死去し、7月7日にモシュード・アビオラが死去した。後を継いだアブドゥルサラミ・アブバカールの政権のもと、1999年に新憲法が制定され、民政へ移行した。

### 第四共和政

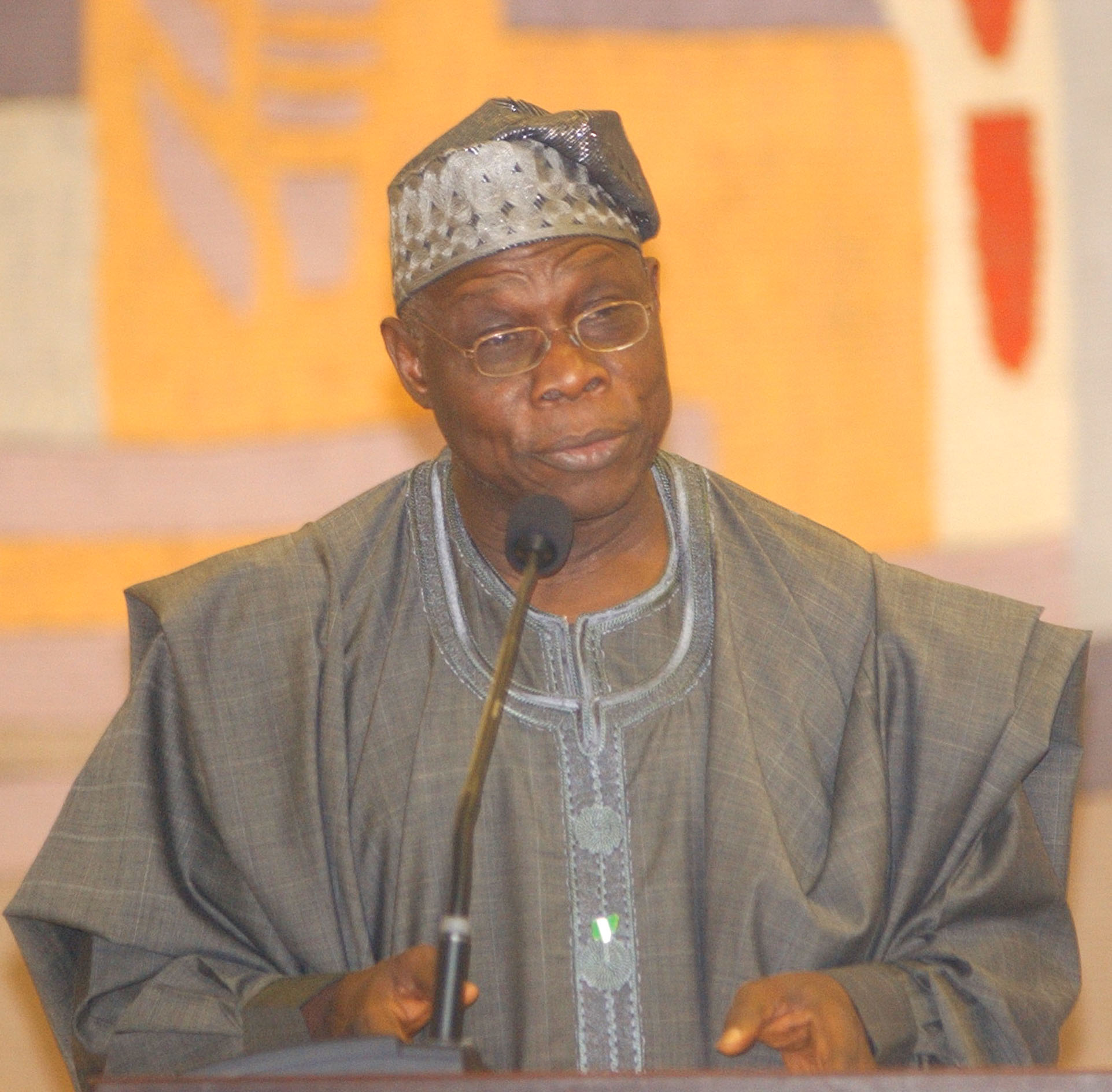
第5代・12代大統領オルシェグン・オバサンジョ

かつてのクーデター軍人オルシェグン・オバサンジョが、初の民主的選挙で大統領に当選。2003年の選挙でも再選した。しかし彼は民主派の希望でもあった司法長官ボラ・イゲが2001年に暗殺された件に関わったといわれるほか、ナイジェリアの汚職と腐敗が彼の時代になって最悪になったといわれ、国民の感情は好悪半ばしている。オバサンジョは腐敗政治家を次々逮捕しているが依然政府の腐敗は深刻で、多くの頭脳流出を招いている。
2006年、オバサンジョ大統領の3選を可能にする憲法改正が否決された。2007年2月、アブバカル副大統領が大統領選挙の候補者名から除外され、4月、アブバカルの立候補を最高裁が容認した。2007年4月23日、選挙管理委員会は大統領選挙で、国民民主党のウマル・ヤラドゥアが当選したと発表したが、国際選挙監視団は不正投票があったとして有効性を疑問視した。2007年8月14日、ナイジェリア中央銀行のen:Charles Chukwuma Soludo総裁は2008年の8月から100ナイラを1ナイラとするデノミネーションを実施することを発表した。2009年6月3日、ナイジェリア中央銀行の新総裁にサヌシ・ラミド・サヌシが就任。2009年7月26日、ボコ・ハラムのボコ・ハラム蜂起が勃発（en:Timeline of Boko Haram attacks in Nigeria）。2010年5月5日、ヤラドゥアが病死し、副大統領のグッドラック・ジョナサンが大統領に就任した。
グッドラック・ジョナサンの就任期間は、ヤラドゥアの任期の残り1年を受けてのものであったため、2011年に再び大統領選挙が実施された。グッドラック・ジョナサンは、イスラム教徒が多い北部出身のムハンマド・ブハリ元最高軍事評議会議長を下して再選を果たした。しかし、この選挙結果を受けてカドゥナ州など北部地域で暴動やキリスト教施設などへの襲撃が発生し、多数の死者や避難民が生じた。2015年3月の大統領選挙ではブハリがジョナサンを破り、大統領に当選した。

## 政治

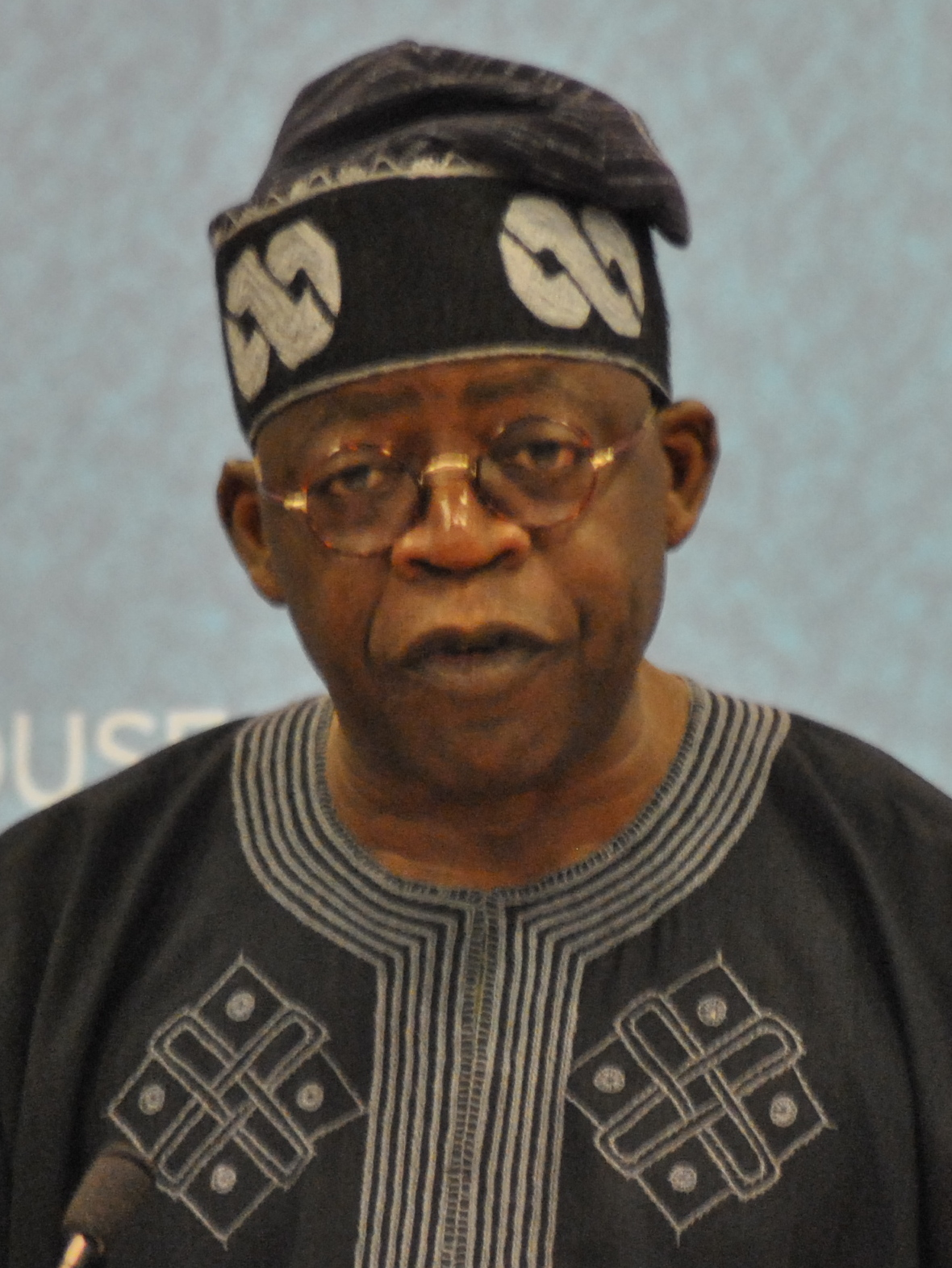
第16代大統領ボラ・ティヌブ

### 政府

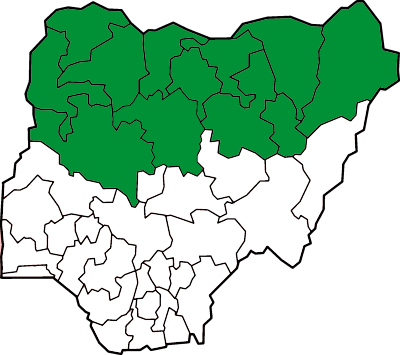
シャリーアが導入されている地域（緑色）

ナイジェリアの政治は独立以来混乱が続いている。独立時の北部・東部・西部の3州制以来、政治の実権は人口の多い北部のイスラム教徒が握っている。票数を是正するための人口調査は1962年に行われたものの、各民族の対立により失敗に終わり、以後人口調査は行われていない。この人口調査の失敗は各民族の対立をより先鋭化させ、ビアフラ戦争へとつながっていった。3州の政治対立を緩和するために政府は州を細分化し、州の数は1967年には12州、1976年には19州、1996年には36州となっていた。この州の細分化により、旧各州の中心であったハウサ人・ヨルバ人・イボ人の3民族の求心力は衰え、新設された州で最大規模となった中小規模の民族の発言権が増大した。一方で各民族ごとに投票行動を行う傾向は変わらず、いまだに正確な人口調査を行うことができない状況である。
1967年に起こったクーデターでヤクブ・ゴウォンが政権を握って以降、軍の政治的発言権は増大した。ナイジェリアでは軍事政権が民主化の意向を示さないことは少なく、政権を奪取すると数年後の民政移管を公約するのが常であったが、この公約が守られることは少なく、イブラヒム・ババンギダ時代には大統領選の再選挙や無効、サニ・アバチャ時代には対立候補のいない大統領選などが行われ、軍は長期にわたってナイジェリア政治を支配してきた。
1999年に民主化が行われると、これまで政権を握ってきた北部が中央への反発などから急進化し、州法へのシャリーアの導入を北部各州が相次いで可決した。これに反対する中央政府との対立が暴動に発展し、北部各地で暴動が頻発する状況となった。南部のニジェール・デルタでは、石油生産に伴う環境汚染などから不満を持った地域住民が急進化し（en:Conflict in the Niger Delta、大宇建設社員拉致事件）、ニジェール・デルタ解放運動やデルタ人民志願軍などいくつもの反政府組織やテロ組織（ボコ・ハラム）が武装闘争を行うようになり、治安が悪化している。
潤沢な石油収入があるものの、政府の統治能力の未熟さと腐敗により、国民の生活には還元されていない。石油収入150億ドルのうち100億ドルが使途不明のまま消えていく。2021年の腐敗認識指数は、調査対象180カ国中154位であった
（腐敗が少ないほど上位）。

### 元首
大統領を国家元首とする連邦共和制国家である。

### 行政
大統領は行政府の長として実権を有する。大統領は民選で任期4年。三選禁止。

### 立法
立法府である国民議会は、二院制。上院である元老院は全109議席。各州3議席、連邦首都地域から1議席。下院である代議院は、小選挙区制で346議席。任期はいずれも4年で、両院同日選挙。

### 司法
司法権は最高裁判所に属している。

## 国際関係

### 日本との関係
- 在留日本人数 - 145人（2021年1月現在）[38]
- 在日ナイジェリア人数 - 3,315人（2020 年12月現在）[38]
- ナイジェリア男性のY染色体から、日本人固有のY染色体系統であるハプログループDに属する「BY22527.2」をはじめとする多数の一塩基多型が見つかったことにより、Y染色体の系統樹が根底から更新される結果となった[39]。これにより、日本人の男系祖先のルーツは、チベット、アンダマン諸島（ジャラワ族、オンゲ族）、フィリピン（マクタン島）に続き、ナイジェリア人に近いことが分子生物学によって明らかとなった。

## 軍事
サハラ砂漠以南のブラックアフリカの中では南アフリカ共和国に並ぶ軍事大国であり、現在では平和維持軍などの活躍に期待が寄せられている。

## 地理

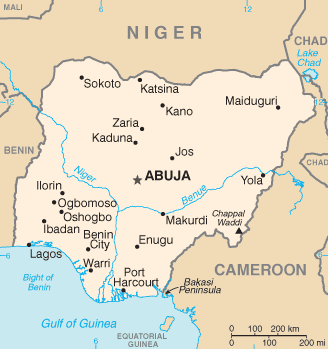
ナイジェリアの地図

ナイジェリアはアフリカのほぼ中央に位置し、南部は大西洋のギニア湾に面する。西をベナン、北をニジェール、北東をチャド、東をカメルーンに囲まれる。同国の二大河川であるニジェール川とベヌエ川は中部のコギ州ロコジャ付近で合流し、南流して世界最大のデルタであるニジェールデルタを形成し、大西洋に臨む。最高地点は南東部のマンビラ高原のチャパル・ワッディ山の2,419メートルである。国土は多様で、南部は年間約2,000ミリの降雨がある熱帯雨林で、広大なマングローブが分布している。カメルーンにかけて中型のサルであるドリルの唯一の生息域であり、世界でも顕著な多種の蝶が見られるなど生物多様性の場所である。北部はサヘルと呼ばれる半砂漠で湖水面積縮小の著しいチャド湖がある。北の国境、南の沿岸沿いを除いた地域には年間降水量500 - 1,500ミリのサバナが広がっている。

## 地方行政区分

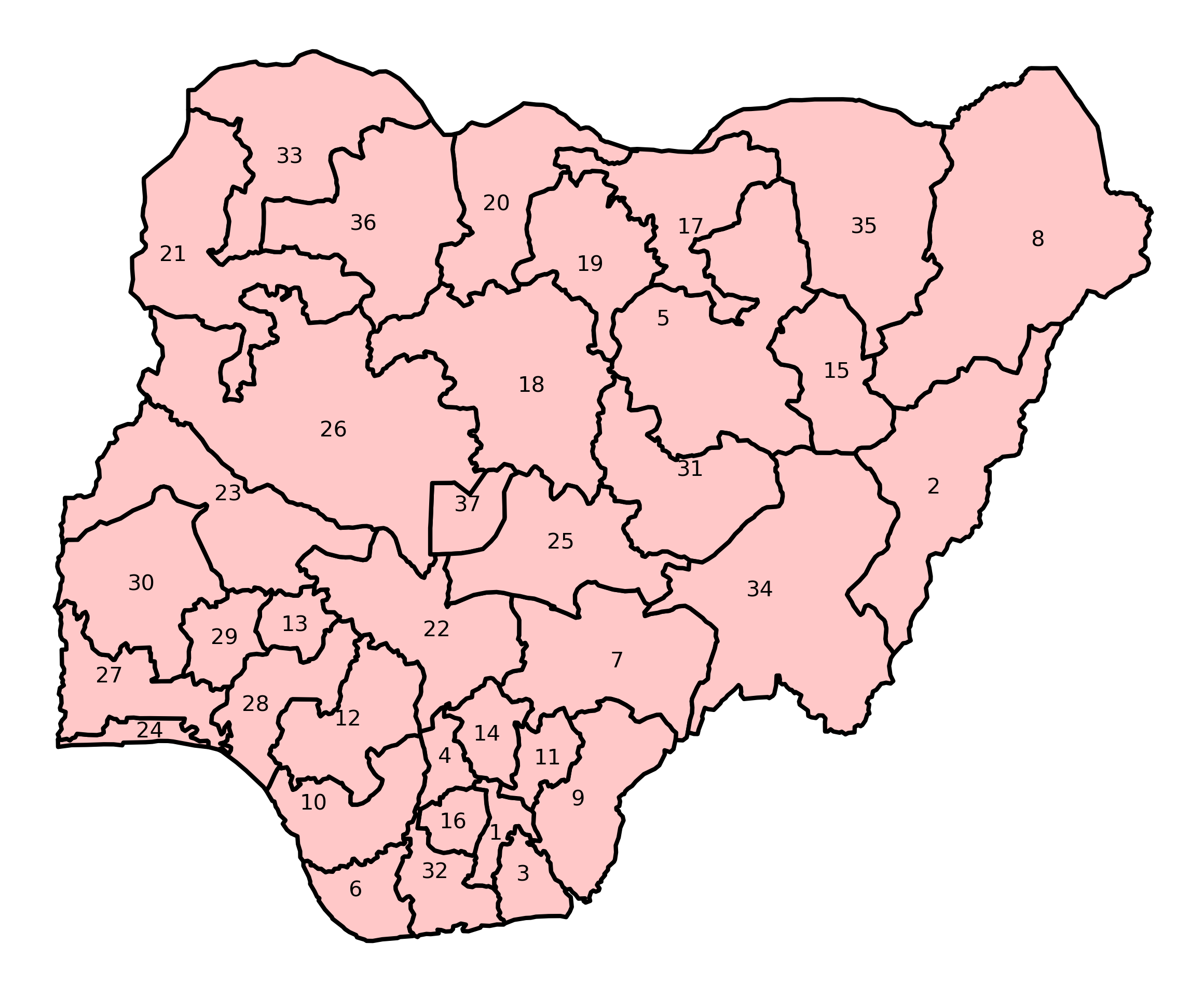
ナイジェリアの州

ナイジェリアは連邦制を採用しており、36の州（state）と連邦首都地区（Federal Capital Territory）によって構成される。州はさらに774の地方行政区域に分割されている。独立時は北部州、東部州、西部州の3州体制であったが、民族対立の先鋭化を招いたため、徐々に細分化されていった。
- 1.アビア州 (Abia)
- 2.アダマワ州 (Adamawa)
- 3.アクワ・イボム州（Akwa Ibom）
- 4.アナンブラ州（Anambra）
- 5.バウチ州 (Bauchi)
- 6.バイエルサ州 (Bayelsa)
- 7.ベヌエ州 (Benue)
- 8.ボルノ州（Borno）
- 9.クロスリバー州 (Cross River)
- 10.デルタ州 (Delta)
- 11.エボニ州（Ebonyi）
- 12.エド州（Edo）
- 13.エキティ州 (Ekiti)
- 14.エヌグ州 (Enugu)
- 15.ゴンベ州 (Gombe)
- 16.イモ州（Imo）
- 17.ジガワ州 (Jigawa)
- 18.カドゥナ州 (Kaduna)
- 19.カノ州 (Kano)
- 20.カツィナ州 (Katsina)
- 21.ケビ州 (Kebbi)
- 22.コギ州 (Kogi)
- 23.クワラ州（Kwara）
- 24.ラゴス州 (Lagos)
- 25.ナサラワ州 (Nassarawa)
- 26.ナイジャ州 (Niger)
- 27.オグン州 (Ogun)
- 28.オンド州 (Ondo)
- 29.オシュン州 (Osun)
- 30.オヨ州 (Oyo)
- 31.プラトー州 (Plateau)
- 32.リヴァーズ州 (Rivers)
- 33.ソコト州 (Sokoto)
- 34.タラバ州 (Taraba)
- 35.ヨベ州 (Yobe)
- 36.ザムファラ州 (Zamfara)
- 37.連邦首都地区 (Federal Capital Territory)

### 主要都市
主要な都市はアブジャ（首都）、ラゴス、イバダン、ベニンシティ、カノ、ポートハーコート、カドゥナ、アバ、マイドゥグリ、イロリンがある。

## 経済

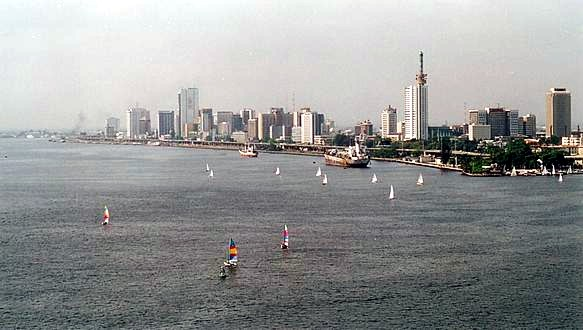
ラゴスはナイジェリア最大の経済都市であり、世界有数のメガシティである

ナイジェリアはアフリカ屈指の経済大国であり、アフリカ経済の4分の1を占める規模を持つ。
ナイジェリア統計局の発表によると、2013年のナイジェリアのGDPは約5,100億ドルであり、日本の大阪府に兵庫県を加えたのとほぼ同じ経済規模である。1人あたりのGDPは3,082ドルで、世界平均のおよそ30パーセントの水準である。サハラ以南アフリカで最初にOPECに加盟を果たし、アフリカ大陸ではエジプトとともにNEXT11にも数えられており、世界7位という人口の多さも相まってアフリカ最大の規模である。このGDPの規模は世界24位であり、G20のすぐ下に付けている。

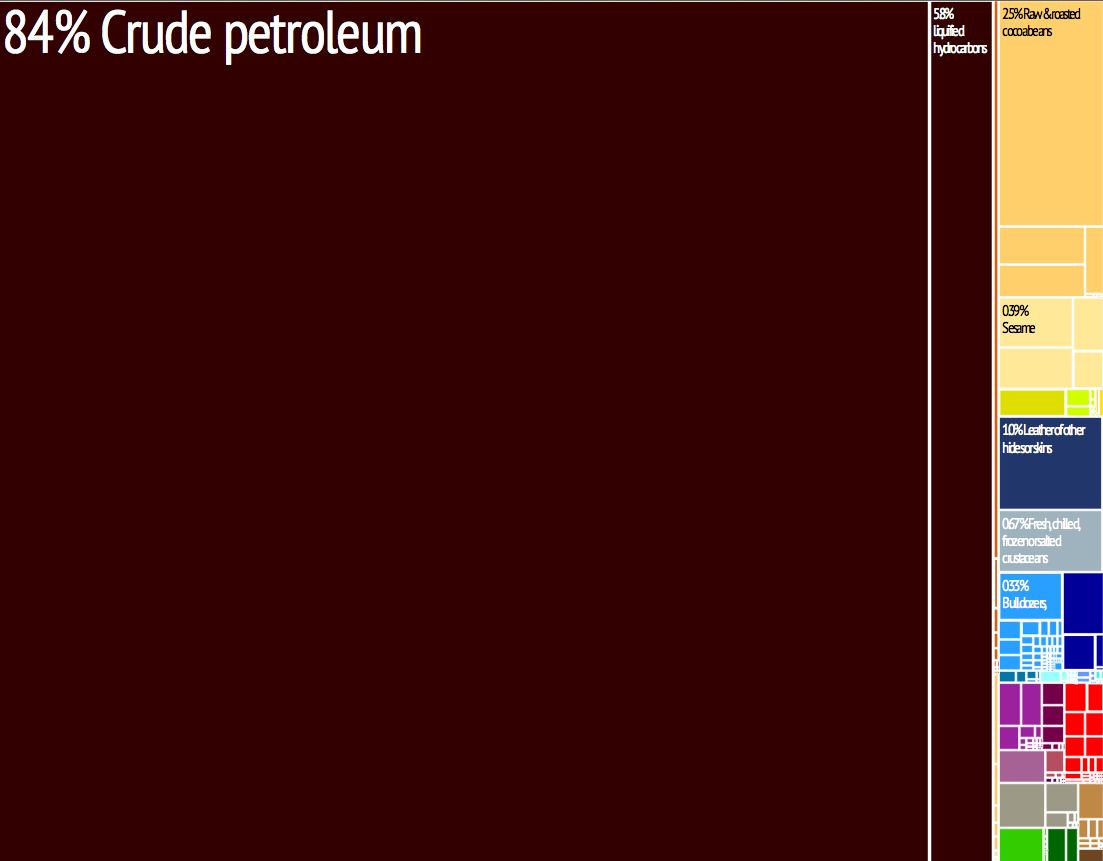
色と面積で示したナイジェリアの輸出品目

石油生産量世界12位、輸出量世界8位の世界有数の産油国である。かつては石油・ガス産業がGDPの4割を占めるなど、原油収入に依存した経済構造であったが、2013年現在ではGDPの14.4パーセントへと低下しており、経済の多角化が進んでいる。石油以外の産業としては、流通・小売などのサービス業がGDPの17.5パーセントを、金融・不動産業が14.6パーセントを占めており、また2008年時点ではGDPの3パーセント未満であったIT産業や製造業も、2013年にはそれぞれ12.2パーセントと6.8パーセントへ拡大を続けている。しかしながら、徴税機構の不備から、今日でも政府の歳入の7 - 8割を石油産業に依存した状態にある。多角化の一方、国民の半分は農林水産業に従事しており、中でも主食であるキャッサバやヤムイモの生産量は世界一である。また輸出作物としては、カカオや天然ゴム、ゴマの栽培が盛んである。トウモロコシの生産も行われているが収量はヘクタールあたり2トンと著しく低い。
国内の市場そのものは大きいが、国民の大多数が貧困に苦しんでいるため、購買力が低く市場を生かしきれない。それでも国内市場向けの産業は少しずつ成長してきている。2008年には、食品工業やセメント製造を中核とするナイジェリア国内最大の企業グループのひとつであるダンゴート・グループ総帥アリコ・ダンゴートが、ブラックアフリカで初めてフォーブスの長者番付にランクインした。

## 交通
最大都市であるラゴスはアフリカ最大級の大都市だが、集まる人口に既存の都市機能が追いつかず、渋滞によりバス・タクシーなど交通機能は麻痺寸前になっている。
地方との交通網は、1980年代以前は、かつての宗主国であるイギリスが敷設した鉄道網（ナイジェリアの鉄道）が機能していたが、インフラの維持に手が回らず荒廃し、多くは自動車やトラック輸送に転換されている。こうした傾向はラゴスをはじめとした都市の渋滞に拍車をかけることから、政府は鉄道の近代化プロジェクトに着手した。
中国からの借款により資金を融通し、中国企業との協力で、ラゴス州レッキー半島にレッキー自由貿易区を設置、現在建設を行っている。2006年からは、ラゴスやポートハーコートから各都市への鉄道網の再整備に乗り出している。

## 国民

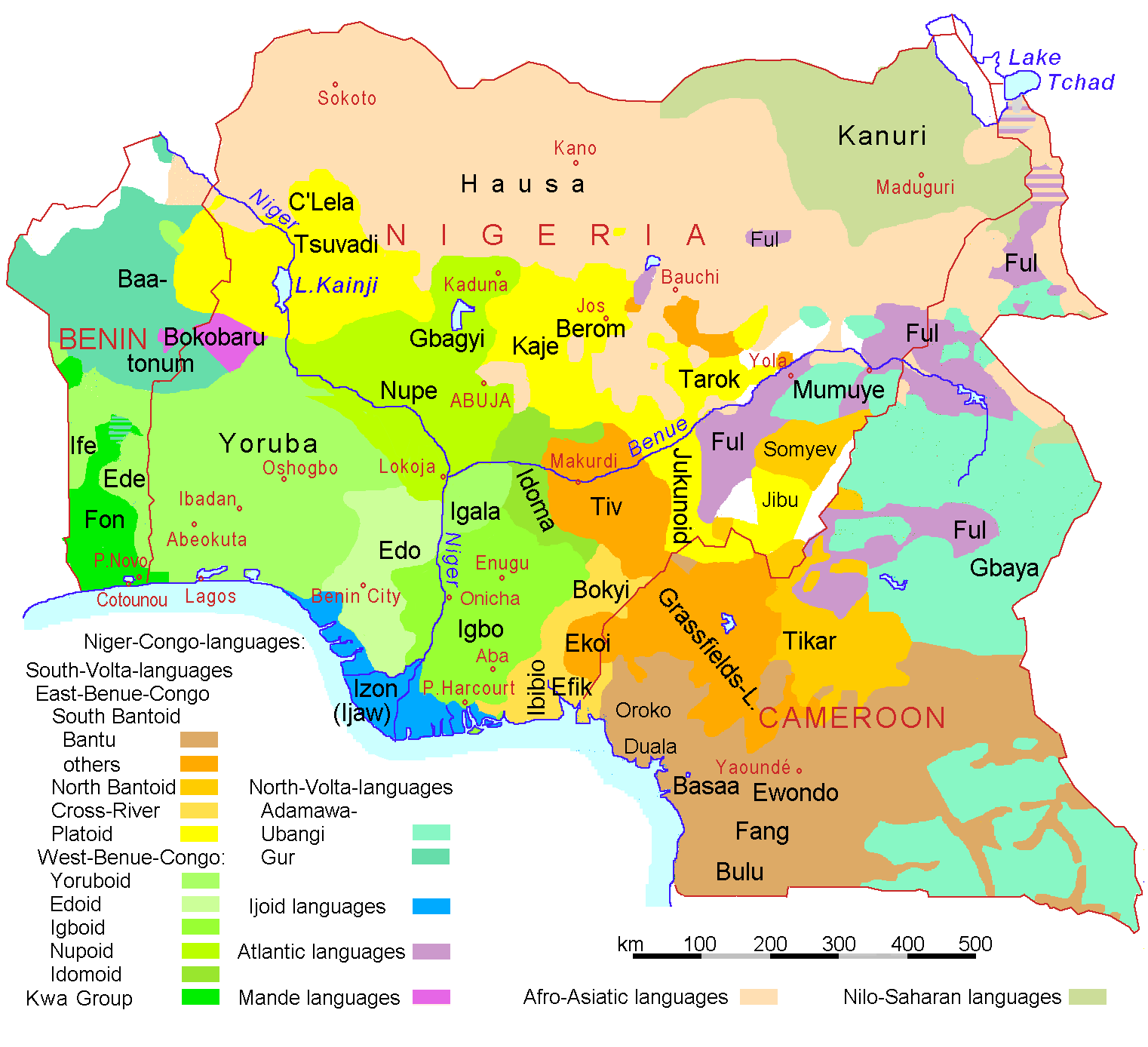
ナイジェリア、カメルーン、ベナンの民族分布

### 民族
ナイジェリアはアフリカ最大級の人口を擁する国家であり、アフリカの総人口の5分の1から4分の1がナイジェリアに居住する。250以上の民族・部族が居住しており、北部のハウサ人およびフラニ人が全人口の29パーセント、南西部のヨルバ人が21パーセント、南東部のイボ人が18パーセント。
以下、イジョ人 10パーセント、カヌリ人 4パーセント、イビビオ人 3.5パーセント、ティブ人 2.5パーセント、ほかにエド人、エビラ人、ヌペ人、グバギ人、イツェキリ人、ジュクン人、ウルホボ人、イガラ人、イドマ人、コフィヤル人、オゴニ、アンガス人らがいる。
民族紛争が相次いできたため現在では州が細分化されている。これにより中規模民族の発言権が増大したが、これにより3大民族によって抑えられてきた各州の主導権争いが本格化し、民族紛争は減少しないままで、少数民族には苦難が続いている。

#### 分子生物学の見地から見た民族の起源
最近の研究（Haber et al. 2019）から、ハプログループDのもっとも古くに分岐した系統（D2系統）が、ナイジェリア人の3サンプルから見つかった。この系統は、ハプログループEの持たないSNPを、D1-M174と7つ共有している。このことから、ハプログループDはアフリカですでに誕生していたと推定されている。D2は、西アジア（サウジアラビア、シリア）でも見つかっている。

### 言語
ナイジェリアでは方言を含め521の言語が確認されているが、現存するのは510であると考えられている。議会や官庁でおもに使用される事実上の公用語は旧支配者の言語である英語であるが、議会では多数派であるハウサ語、ヨルバ語、イボ語の使用が認められている(ナイジェリア連邦共和国憲法・第55条)。初等教育では母語によって授業が行われるが、高等教育においては英語のみを使用しており、言語の面でも少数民族の権利が侵される事態となっている。

ニジェール・コンゴ語族の分布

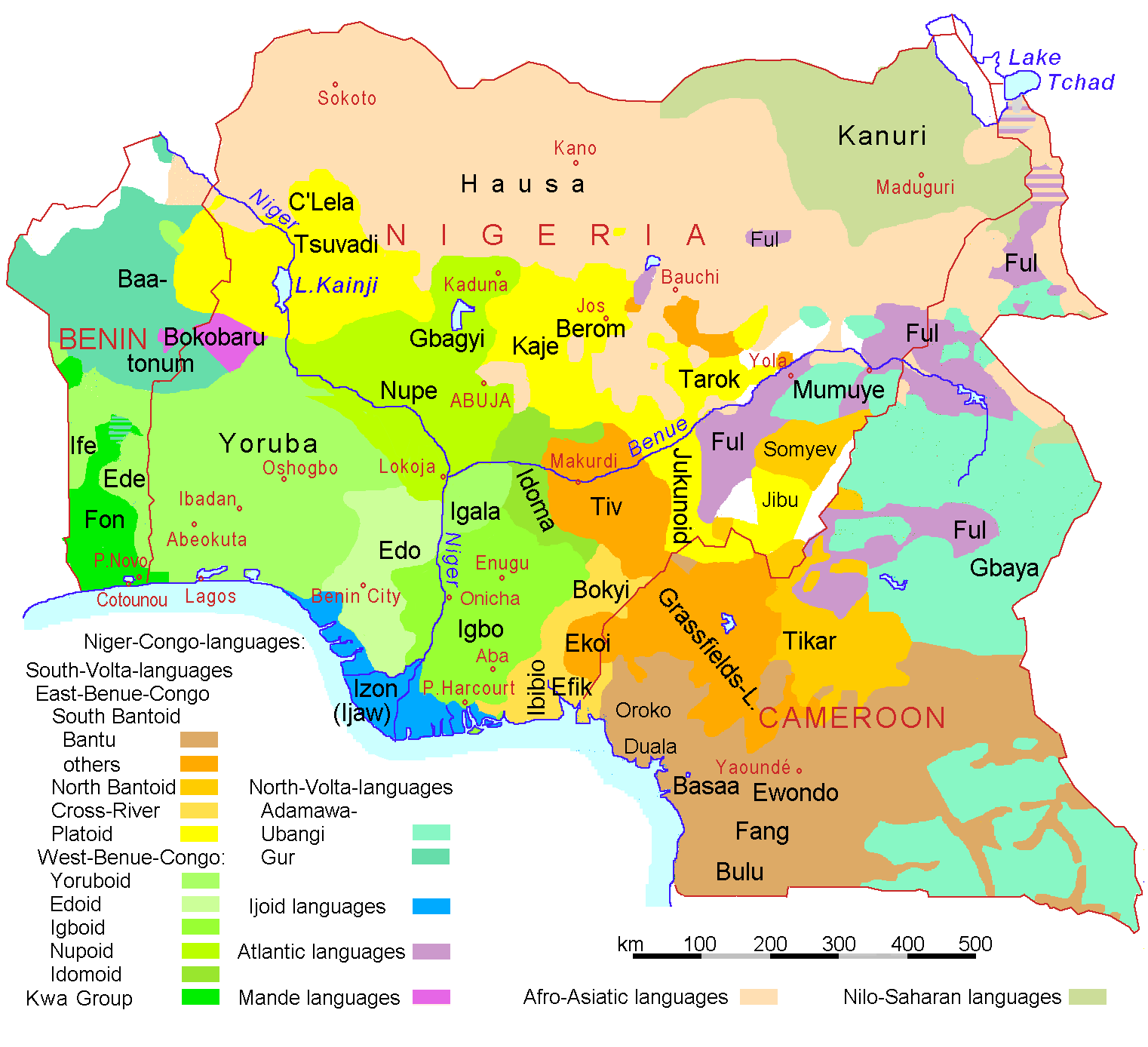
ナイジェリア・ベナン・カメルーンの言語分布

クロスリバー諸語の分布

| 言語                 | 語群                     | 総話者数 (万人) | 母語者 (万人) | 使用地域                         |
| -------------------- | ------------------------ | --------------- | ------------- | -------------------------------- |
| 英語                 | ゲルマン語派             | 17800           | 4000          |                                  |
| ナイジェリア・ピジン | (クレオール言語)         | 8020            |               |                                  |
| ハウサ語             | チャド語派               | 8000            | 5700          | ナイジェリア北部                 |
| ヨルバ語             | ヴォルタ・ニジェール語群 | 5400            | 4800          | ナイジェリア南西部               |
| イグボ語             | ヴォルタ・ニジェール語群 | 4200            | 4100          | ナイジェリア南部                 |
| イジョ語             | イジョイド語群?          | 1550            | 1300          | ニジェール・デルタ               |
| フラ語               | 西大西洋語群             | 1500            | 1200          | ナイジェリア北部                 |
| イビビオ語           | クロスリバー諸語         | 1200            | 900           | アクワ・イボム州、クロスリバー州 |
| カヌリ語             | サハラ語派               | 765             |               | チャド湖周辺                     |
| ティヴ語             | バントイド諸語           | 500             |               | ベヌエ州                         |
| カムエ語             | チャド語派               | 120             |               | アダマワ州、ボルノ州             |
| フランス語           | イタリック語派           | 100             | 20            |                                  |
| アナン語             | クロスリバー諸語         | 100             |               | クロスリバー州                   |
| エビラ語             | ヴォルタ・ニジェール語群 | 100             |               | コギ州、エド州                   |
| イツェキリ語         | ヴォルタ・ニジェール語群 | 100             |               | オンド州、エド州                 |
| ムワガヴル語         | チャド語派               | 100             |               | 高原州                           |
| オクペ語             | ヴォルタ・ニジェール語群 | 100             |               | デルタ州                         |
| オロ語               | クロスリバー諸語         | 100             |               | クロスリバー州                   |
| ウルホボ語           | ヴォルタ・ニジェール語群 | 100             |               | デルタ州                         |

### 婚姻
伝統的には結婚時に女性が改姓するが、法的にはどのような姓に改姓することも（しないことも）可能で、改姓しない夫婦別姓や複合姓も近年増えている。

### 宗教
おもに北部ではイスラム教が、南部ではキリスト教が信仰され、そのほか土着のアニミズム宗教も勢力を保っており、内訳はイスラム教が5割、キリスト教が4割、土地固有の伝統信仰が1割となっている。北部はムスリム地区である。スンナ派ムスリムが主流で、シーア派ムスリムはほとんどいなかったが、イランがナイジェリアで支持団体を通じてシーア派とイスラム革命思想の布教を行い、現在は200万人のシーア派ムスリムが存在する。北部のマイドゥグリは、イスラム過激派組織「ボコ・ハラム」結成の地である。
独立後、キリスト教とイスラム教が対立する宗教間紛争が多く起こった。1982年にはカノでモスクの近くに大聖堂を建てる計画に反対して暴動が、1986年にはババンギダ軍事政権がイスラム諸国会議機構の正式メンバーになることを秘密に決定していたことが発覚し、教会やモスクの破壊が続いた。さらに、1987年のカドゥナ州の暴動では19人の死者、数千人の負傷者が出た。また1990年にはクーデター未遂が起こり、1991年にはカツィーナ、バウチで暴動、1992年カドゥナ州ザンゴン・カタフで暴動が起こった。2002年は25パーセント以上がキリスト教であるカドゥナ州でシャリーアを導入するか否かで抗争が起きた。
2010年3月にはベロムでイスラム教徒がキリスト教徒を襲撃する事件が発生し、500人以上が殺害された。2010年7月にかけての数か月間に同様の事件が複数起きており、地元の人権団体によるとジョス周辺だけで1,500人が殺害されているとされる。教会の建物もその際に破壊されるケースがある。
アメリカの国務省は、2020年12月、世界で最も信教の自由が侵害されている国の一覧を公表した。その一覧の中で、ナイジェリアは「特に懸念のある国」に分類された。国際キリスト教人権監視機構の報告によれば、「ナイジェリアでは2000年以降、5～7万人のキリスト教徒が殺害されており、キリスト教徒にとって地球上で最も過酷な場所の一つ」としている。その後、2021年11月に、国務省が更新した国の一覧では、ナイジェリアは「特に懸念のある国」から外れた。しかし、人権団体やキリスト教団体は、ナイジェリアの状況に改善は見られないとして、アメリカの決定を批判している。

### 教育
学制は初等教育6年、初期中等教育3年、後期中等教育3年、高等教育4年の6-3-3-4制である。義務教育は初等教育の6年間のみ。しかし、貧困などの理由で学校に通えない子供も多い。教育言語は英語である。就学率は初等教育で60 - 70パーセントと低い。
2018年の15歳以上の人口の識字率は約62パーセント（男性：71.3パーセント、女性：52.7パーセント）であると見積もられている。
おもな高等教育機関としてはナイジェリア大学（1955年）、イバダン大学（1948年）、ラゴス大学（1962年）などが挙げられる。

### 保健
衛生状態が宜しくない現状が続いている。ナイジェリアでは、人口の約4分の1に当たる約4600万人が屋外排泄を余儀なくされている。政府は2019年より、屋外での排便の撲滅キャンペーンを宣言し、公共の場へのトイレ設置を進めている。

## 治安
2002年以降、ナイジェリア北東部では、世俗の統治機構を廃しシャリーア法の設立を目指すイスラム教の過激派組織ボコ・ハラムによる暴力に見舞われている。
2013年時点で犯罪が多い順に、詐欺、麻薬取引、人身売買が挙げられる。詐欺が多い要因として、ナイジェリアの教育水準が比較的高く、電子機器やプログラミングなどのIT教育も盛んであるが、国内にはスキルを生かせる企業が少ないため、高度な教育を受けた者の多くが雇用のミスマッチにより失業や低賃金の単純労働で働く状態にあるため、インターネットカフェから世界中にスパムを配信するインターネット詐欺（ナイジェリアの手紙）に手を染める事情がある。また、失業した若者が不法移民や麻薬を輸送する犯罪に関わることもある。
暴力犯罪はヨハネスブルグ、ナイロビなどとならび評判が悪い。誘拐も犯罪ビジネスの一つとして繰り返されており、事態はかなり酷いものへと変わりつつある。
加えて、児童への性的虐待が深刻となっている。
2014年3月、当時の大統領グッドラック・ジョナサンは声明を発し、ボコ・ハラムの度重なる攻撃により1万2,000人が死亡、8,000人が身体に障害を負ったことを述べた。同時に、ベナン、チャド、カメルーン、ニジェールとナイジェリアが協働してボコ・ハラムを掃討することを明らかにしたが、これは女子生徒276人が拉致された事件が国際的な注目を集めたことと、ボコ・ハラムの攻撃がナイジェリア周辺諸国に広がったことを受けたものである。
アフリカにおける汚職が続く国家の一つに数えられるほど、不正行為が全域に蔓延している状態となっている。

### 警察
ナイジェリアでは行政機関のみならず、警察の腐敗も深刻である。国内各地に設けられている検問所では、警官が職権を濫用して賄賂を巻き上げることが常態化し、要求が認められない場合は市民へ危害を加えることも珍しくない。
抗議の声の高まりを受けて2020年10月、政府は特に綱紀の弛緩が指摘されていた警察の特別強盗対策部隊の解散を発表した。

### 人権
人身売買が常態化している。中絶が違法であることや不妊に悩む夫婦の需要などから、望まない妊娠をした女性が出産した新生児を売却する犯罪ビジネスがある為で、これが人身売買に拍車を掛けてしまっている。

## 文化

### 食文化
ナイジェリアの料理は、同国を構成する何百もの民族集団の伝統食品で形成されている面を持っている。

### 文学

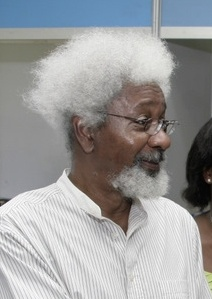
ノーベル文学賞の作家、ウォーレ・ショインカ

ナイジェリアは南アフリカ共和国と同様、自国内に出版産業の生産、流通システムが確立し、文学市場が成立しているブラックアフリカでは数少ない国家である。
文字による文学は、最初期のものとして、奴隷となったイボ人オラウダ・イクイアーノが英語で書いた『アフリカ人、イクイアーノの生涯の興味深い物語』（1789年）が挙げられ、イクイアーノは現在もアフリカ文学に大きな影響を与えている。『死と王の先導者』で知られるヨルバ人のウォーレ・ショインカは、アフリカ初のノーベル文学賞（1986年受賞）受賞作家となった。ヨルバ人のエイモス・チュツオーラは、『やし酒飲み』で知られる。
現代の代表的な作家としては、40か国語以上に翻訳された『崩れゆく絆』（1958年）のイボ人のチヌア・アチェベ、ビアフラ戦争をテーマとした『半分のぼった黄色い太陽』のイボ人のチママンダ・ンゴズィ・アディーチェが知られている。その他にも、ケン・サロ＝ウィワやフェスタス・イヤイなどの名が挙げられる。

### 音楽
クラシック音楽においては、植民地時代から独立後にかけて活躍したフェラ・ソワンデの名が特筆される。さらに19世紀に西アフリカよりラゴスに伝わった「パームワイン音楽」は、1920年代に入るとヨルバ色を強めて土着化。1930年代には西洋楽器や讃美歌のハーモニーを取り入れた「ジュジュ」が成立、音楽は発展を続け、1980年代にキング・サニー・アデにより隆盛期を迎えた。
また、イスラム文化の影響を受けたヨルバ人のサカラドラムにより、20世紀初めごろに「サカラ」が成立、1940年代に流行。対抗するようにトーキングドラム（ドゥンドゥン）のアンサンブルによる「アパラ」も発生した。ラマダーンの時期に目覚ましとして使われていた音楽は「ウェレ（アジサーリ）」へと発展し、1960年代にはシキル・アインデ・バリスターにより「フジ」が生まれた（フジの名称は日本の富士山に由来している）。
1950年代にガーナより伝わった「ハイライフ」や、アメリカ合衆国のジェームス・ブラウンらのファンクなどの影響を受けた「アフロ・ビート」は、1960年代後半にフェラ・クティらにより生まれた。フェラの死後も、息子のフェミ・クティやシェウン・クティらがアフロビートを演奏している。さらにフェラ・クティの孫で、フェミ・クティの息子であるメイド・クティにまで引き継がれている。

### 映画
ビデオ機材の大衆的普及により1990年代からビデオ文化が盛んになり、2010年ころにはビデオ映画の年間製作数は2,400本を数え、インドに続き世界2位である。人口10億人以上のインドとほぼ同数の作品が製作されていることから、人口比あたりの映画制作数では間違いなく世界1位である。ナイジェリア全土で作られる映画は「ノリウッド」とも総称され、ナイジェリアの3大言語であるヨルバ語、ハウサ語、イボ語、そして英語で作られている。製作される映画は英語のものと現地語のものがほぼ半分ずつと言われている。

### 世界遺産
ナイジェリア国内には、ユネスコの世界遺産リストに登録された文化遺産が2件存在する。

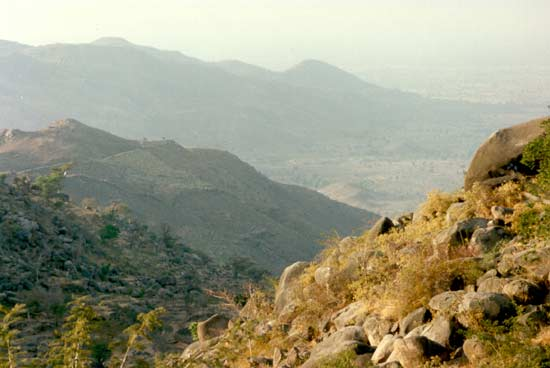
スクルの文化的景観 - （1999年、文化遺産）
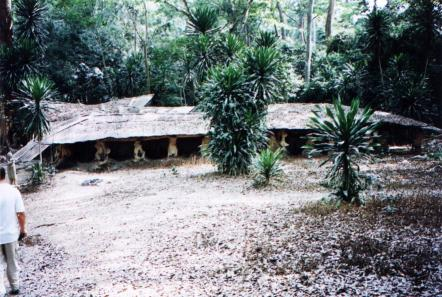
オシュン＝オショグボの聖なる木立 - （2005年、文化遺産）

### 祝祭日
| 日付     | 祝日             | 内容 |
| -------- | ---------------- | --- |
| 1月1日   | 元日             | |
| 3月8日   | 女性の日         | |
| 5月1日   | 労働者の日       | |
| 5月27日  | 子供の日         | |
| 5月29日  | 民主の日         | 1999年、オルシェグン・オバサンジョの大統領就任により民主主義がナイジェリアで再び施行されることを記念する。 |
| 10月1日  | 独立記念日       | イギリスからの独立を記念する。                                                                             |
| 12月25日 | クリスマス       | |
| 12月26日 | ボクシング・デー | |

※この他には、イスラム教における移動祝日が存在している。

### スポーツ
サッカー
ナイジェリア国内でも他のアフリカ諸国と同様に、サッカーが圧倒的に1番人気のスポーツとなっており、1972年にサッカーリーグのナイジェリア・プレミアリーグが創設された。ナイジェリアサッカー協会（NFF）によって構成されるサッカーナイジェリア代表は、アフリカ屈指の強豪国として世界中に知られており、「スーパーイーグルス」の愛称で国民からも絶大な支持を集めている。
FIFAワールドカップには1994年大会で初出場して以降、これまでに6度の出場経験をもつ。アフリカネイションズカップでは1980年大会、1994年大会、2013年大会と3度の優勝を飾っており、オリンピックでも1996年アトランタ大会にて、悲願の金メダルを獲得している。
ナイジェリアには、世界的に著名なサッカー選手も数多く存在している。1990年代にはジェイ＝ジェイ・オコチャやヌワンコ・カヌ、2000年代にはオバフェミ・マルティンス、2010年代にはアーメド・ムサ、そして2020年以降はヴィクター・オシムヘンが知られる。いずれの選手もアフリカ特有の身体能力と、爆発的なスピードを武器にしている。

## 著名な出身者
- イブラヒム・アッボーラ・ガンバリ - 国際連合事務次長
- ンゴジ・オコンジョ・イウェアラ - 世界貿易機関事務局長
- フェラ・クティ - ミュージシャン、黒人解放運動家
- フェミ・クティ - ミュージシャン
- シェウン・クティ - ミュージシャン
- メイド・クティ - ミュージシャン
- キザイア・ジョーンズ - シンガーソングライター兼ギタリスト
- シャーデー・アデュ（シャーデー） - 歌手、シンガーソングライター
- ホーガン・バッセイ - 元プロボクサー
- ディック・タイガー - 元プロボクサー
- サミュエル・ピーター - 元プロボクサー
- ハウワ・イブラヒム - 弁護士（サハロフ賞受賞）
- ジェイ＝ジェイ・オコチャ - 元サッカー選手
- ヌワンコ・カヌ - 元サッカー選手
- オバフェミ・マルティンス - 元サッカー選手
- アーメド・ムサ - サッカー選手
- ヴィクター・オシムヘン - サッカー選手
- アキーム・オラジュワン - 元バスケットボール選手
- イスラエル・アデサンヤ - 総合格闘家（UFC・元ミドル級王者）
- カマル・ウスマン - 総合格闘家（UFC・元ウェルター級王者）